# Kleiner Sonnleitstein
Kleiner Sonnleitstein är ett berg i Österrike.   Det ligger i distriktet Neunkirchen och förbundslandet Niederösterreich, i den östra delen av landet, 80 km sydväst om huvudstaden Wien. Toppen på Kleiner Sonnleitstein är 1 455 meter över havet.
Terrängen runt Kleiner Sonnleitstein är kuperad åt nordväst, men åt sydost är den bergig. Närmaste större samhälle är Mürzzuschlag, 17,1 km söder om Kleiner Sonnleitstein. 
I omgivningarna runt Kleiner Sonnleitstein växer i huvudsak blandskog. Runt Kleiner Sonnleitstein är det ganska tätbefolkat, med 67 invånare per kvadratkilometer.